# West Swindon
West Swindon är en civil parish i Swindon i Wiltshire i England. Det inkluderar Eastleaze, Freshbrook, Nine Elms, Peatmoor och Toothill. Skapad 1 april 2017.